# عطاری

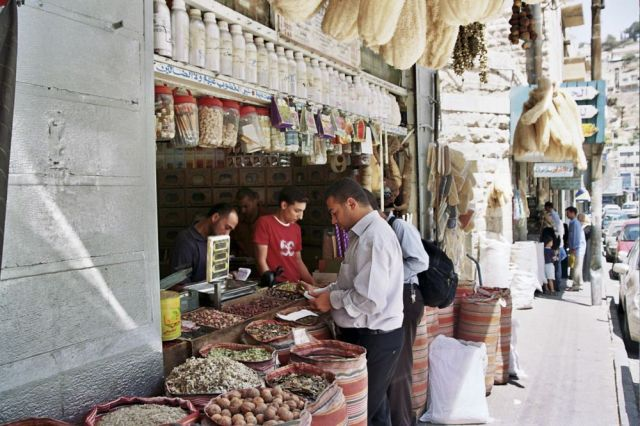
یک عطاری در عمّان، اردن

عَطّاری‌ها (دواکده) داروخانه و عطرفروشی‌های سده‌های میانه در جهان اسلام بوده‌اند که امروزه نیز ارزش داروشناسی خود را بیشتر بر پایهٔ ادویه و داروهای طب سنتی و گیاهی نگه داشته‌اند. از آنجا که گیاهان دارویی دارای عطر (بوی) ویژهٔ خود هستند این داروخانه‌ها به عطّاری شهرت یافته‌اند.
در ایران حدود ۸۰۰۰ گونه گیاهی موجود است که از این تعداد ۲۳۰۰ گونه جزء گیاهان معطر و دارویی هستند و از این تعداد ۴۵۰ گونه در عطاری‌های ایران به فروش می‌رسد. محصولات عطاری می‌توانند به عنوان طعم دهنده غذا مورد مصرف قرار بگیرند و در روند بهبود رژیم غذایی خانواده نقش داشته باشند.
عطاری ریشه در طب سنتی و درمانی دارد که از زمان های بسیار دور از طب گیاهی و گیاهان درمانی برای درمان امراض استفاده میشده. در زمان حال این عطاری ها به صورت فروشگاه های بزرگ و مغازه به فعالیت خود ادامه داده اند و حتی بسیاری از آن ها به عنوان عطاری آنلاین و به صورت اینترنتی خدمات ارائه میکنند.
در اصل عطاری ها عرضه کننده گیاهان درمانی و ادویه جات هستند.
عطاری‌ها به دلیل دسترسی آسان به گیاهان دارویی و ارائه محصولات ارگانیک، جایگاه ویژه‌ای در سبک زندگی سالم دارند.
برخی از مهم‌ترین فواید این مراکز عبارت‌اند از:
- ارائه داروهای گیاهی و محصولات طبیعی: عطاری‌ها طیف گسترده‌ای از گیاهان دارویی، عرقیات، روغن‌های گیاهی و ادویه‌های ارگانیک را در اختیار مشتریان قرار می‌دهند. این محصولات به دلیل طبیعی بودن، کمتر دچار عوارض جانبی شده و گزینه‌ای مناسب برای افرادی هستند که به دنبال روش‌های درمانی جایگزین هستند.
- کمک به درمان‌های طبیعی: بسیاری از افراد برای مشکلاتی مانند بی‌خوابی، سردرد، مشکلات گوارشی، استرس و ضعف سیستم ایمنی به عطاری‌ها مراجعه می‌کنند. ترکیبات گیاهی مانند سنبل‌الطیب برای آرامش اعصاب، زنجبیل برای تقویت سیستم ایمنی و بارهنگ برای بهبود گوارش از جمله محصولاتی هستند که در این مراکز به فروش می‌رسند.
- حفظ و احیای طب سنتی: عطاری‌ها نقش مهمی در حفظ دانش و تجربیات طب سنتی ایفا می‌کنند. بسیاری از نسخه‌های گیاهی که نسل‌ها به‌صورت شفاهی منتقل شده‌اند، هنوز هم در عطاری‌ها یافت می‌شوند و مورد استفاده قرار می‌گیرند.